# 치스피타
《치스피타》(스페인어: Chispita)은 1982년 방영된 멕시코의 텔레노벨라이다.